# Juventus 1939-1940
Questa voce raccoglie le informazioni riguardanti la Juventus nelle competizioni ufficiali della stagione 1939-1940.

## Stagione
La Juventus si classificò al terzo posto del campionato, mentre in Coppa Italia venne sconfitta in semifinale dalla Fiorentina per 3-0.

## Maglia
| Casa | 1ª portiere | 2ª portiere |

## Rosa
| N. |                   | Ruolo | Calciatore           |
| -- | ----------------- | ----- | -------------------- |
|    | Italia (bandiera) | P     | Ugo Amoretti         |
|    | Italia (bandiera) | P     | Alfredo Bodoira      |
|    | Italia (bandiera) | D     | Alfredo Foni         |
|    | Italia (bandiera) | D     | Pietro Rava          |
|    | Italia (bandiera) | D     | Giovanni Varglien    |
|    | Italia (bandiera) | C     | Carlo Buscaglia      |
|    | Italia (bandiera) | C     | Francesco Capocasale |
|    | Italia (bandiera) | C     | Corrado Casalini     |
|    | Italia (bandiera) | C     | Teobaldo Depetrini   |
|    | Italia (bandiera) | C     | Carlo Parola         |

| N. |                   | Ruolo | Calciatore                |
| -- | ----------------- | ----- | ------------------------- |
|    | Italia (bandiera) | C     | Mario Varglien (capitano) |
|    | Italia (bandiera) | C     | Giuseppe Viani            |
|    | Italia (bandiera) | A     | Savino Bellini            |
|    | Italia (bandiera) | A     | Mario Bo                  |
|    | Italia (bandiera) | A     | Felice Borel              |
|    | Italia (bandiera) | A     | Guglielmo Gabetto         |
|    | Italia (bandiera) | A     | Franco Morzone            |
|    | Italia (bandiera) | A     | Ercole Rabitti            |
|    | Italia (bandiera) | A     | Enrico Santià             |
|    | Italia (bandiera) | A     | Ernesto Tomasi            |

## Risultati

### Serie A

#### Girone di andata
| Arbitro: | Ciamberlini (Genova) |

|                                    |           |  |
| Frossi 65’, 71’ Guarnieri 68’, 76’ | Marcatori |  |

| Arbitro: | Scorzoni (Bologna) |

|                 |           |            |
| Foni 16’ (rig.) | Marcatori | 19’ Coscia |

| Arbitro: | Scarpi (Dolo) |

|           |           |  |
| Costa 75’ | Marcatori |  |

| Arbitro: | Barlassina (Novara) |

|                 |           |  |
| G. Varglien 58’ | Marcatori |  |

| Arbitro: | Soliani (Genova) |

|            |           |                         |
| Petron 66’ | Marcatori | 41’ Bellini 77’ Gabetto |

| Arbitro: | Moretti (Genova) |

|                        |           |                              |
| Bellini 1’, 83’ Bo 10’ | Marcatori | 1’ Morselli 67’ Tagliasacchi |

| Arbitro: | Scorzoni (Bologna) |

|                                   |           |                    |
| Bertoni 29’ Gabardo 33’ Conti 63’ | Marcatori | 53’ Bellini 88’ Bo |

| Arbitro: | Zelocchi (Modena) |

|                        |           |                        |
| G. Varglien 17’ Bo 25’ | Marcatori | 23’ Pasinati 31’ Boffi |

| Arbitro: | Galeati (Bologna) |

|                                           |           |  |
| Pisa 21’, 74’ (rig.) Busani 60’ Baldo 90’ | Marcatori |  |

| Arbitro: | Saracini (Ancona) |

|                 |           |  |
| G. Varglien 34’ | Marcatori |  |

| Arbitro: | Conticini (Firenze) |

|               |           |  |
| Puricelli 24’ | Marcatori |  |

| Arbitro: | Fois (Roma) |

|                                        |           |                           |
| Gabetto 28’, 49’, 53’, 66’, 84’ Bo 85’ | Marcatori | 55’ Dugini 81’ Cappellini |

| Arbitro: | Soliani (Genova) |

|                 |           |  |
| Rava 70’ (rig.) | Marcatori |  |

| Napoli 7 gennaio 1940, ore 14:30 CET 14ª giornata | Napoli            | 0 – 0 referto | Juventus | Stadio Partenopeo\| Arbitro: \| Zelocchi (Modena) \| |
| Arbitro:                                          | Zelocchi (Modena) |               |          |                                                      |

| Arbitro: | Gnocchini (Como) |

|                                   |           |  |
| Bo 15’, 65’ Borel 39’ Gabetto 85’ | Marcatori |  |

#### Girone di ritorno
| Arbitro: | Scarpi (Dolo) |

|            |           |  |
| Gabetto 9’ | Marcatori |  |

| Arbitro: | Saracini (Ancona) |

|                                     |           |        |
| Coscia 37’ Pantó 50’ Providente 83’ | Marcatori | 70’ Bo |

| Arbitro: | Galeati (Bologna) |

|                          |           |                                                                      |
| Borel 53’ Capocasale 72’ | Marcatori | 32’, 80’ Trevisan 35’ Tosolini 44’ (rig.), 88’ Grezar 90’ Valcareggi |

| Arbitro: | Biancone (Roma) |

|                          |           |                             |
| V. Sentimenti 36’ (rig.) | Marcatori | 26’ Tomasi 85’ (rig.) Borel |

| Arbitro: | Dattilo (Roma) |

|            |           |               |
| Tomasi 52’ | Marcatori | 13’ Michelini |

| Firenze 25 febbraio 1940, ore 15:00 CET 21ª giornata | Fiorentina           | 0 – 0 referto | Juventus | Stadio Giovanni Berta\| Arbitro: \| Ciamberlini (Genova) \| |
| Arbitro:                                             | Ciamberlini (Genova) |               |          |                                                             |

| Arbitro: | Dattilo (Roma) |

|                                     |           |            |
| Gabetto 6’ Borel 12’ Capocasale 83’ | Marcatori | 89’ Arcari |

| Arbitro: | Scarpi (Dolo) |

|           |           |                           |
| Boffi 25’ | Marcatori | 17’ Buscaglia 66’ Bellini |

| Arbitro: | Scorzoni (Bologna) |

|                                  |           |             |
| Tomasi 24’ Gabetto 35’ Borel 63’ | Marcatori | 54’ Barrera |

| Arbitro: | Zelocchi (Modena) |

|              |           |  |
| Barberis 29’ | Marcatori |  |

| Arbitro: | Pizziolo (Firenze) |

|                 |           |  |
| M. Varglien 73’ | Marcatori |  |

| Arbitro: | Soliani (Genova) |

|                            |           |             |
| Lushta 45’ Rava 70’ (aut.) | Marcatori | 76’ Gabetto |

| Arbitro: | Pirovano (Monza) |

|                 |           |             |
| De Filippis 51’ | Marcatori | 30’ Gabetto |

| Arbitro: | Scorzoni (Bologna) |

|                        |           |               |
| Bellini 26’ Tomasi 83’ | Marcatori | 31’ Romagnoli |

| Arbitro: | Galeati (Bologna) |

|  |           |                      |
|  | Marcatori | 81’ Tomasi 84’ Borel |

### Coppa Italia
| Arbitro: | Pirovano (Monza) |

|  |           |                         |
|  | Marcatori | 13’, 55’ Gabetto 19’ Bo |

| Arbitro: | Soliani (Genova) |

|                                   |           |            |
| Borel 22’ (rig.), 31’ Gabetto 58’ | Marcatori | 27’ Donati |

| Arbitro: | Galeati (Bologna) |

|                                |           |  |
| Capocasale 12’, 82’ Parola 60’ | Marcatori |  |

| Arbitro: | Barlassina (Novara) |

|                              |           |  |
| Celoria 61’, 77’ Baldini 81’ | Marcatori |  |